# Кодекс Фейєрварі-Майєр

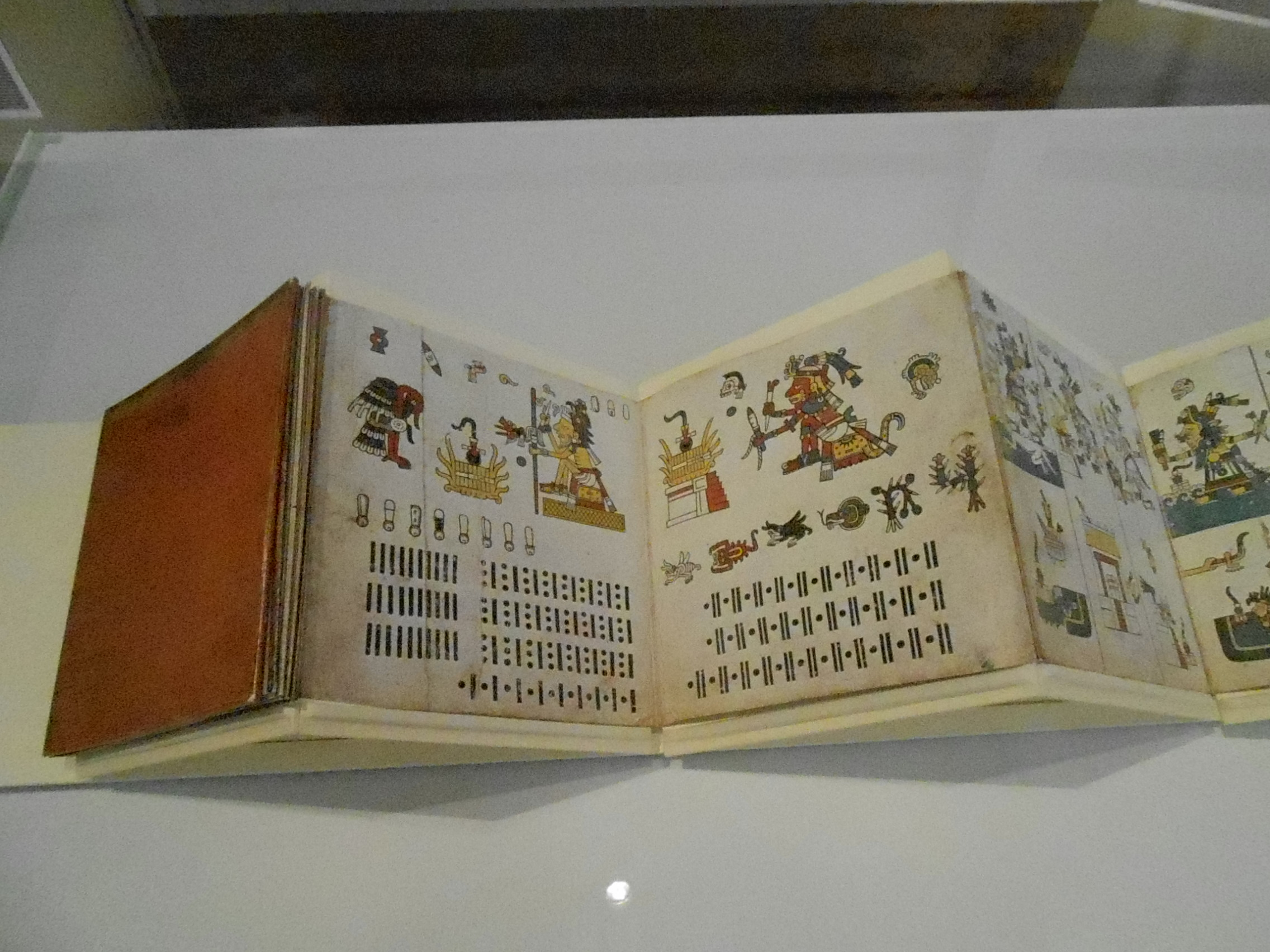
Кодекс Фейєрварі-Майєр

Кодекс Фейєрварі-Майєр (Codex Fejérváry-Mayer) — один з ацтекських кодексів, що є одним з рідкісних доіспанських рукописів, які збереглися після іспанського загарбання Мексики. Отримав назву на честь колекціонерів Габріеля Фейєрварі та Джозефа Майєра. Натепер зберігається у Музеї світу (Ліверпуль, Велика Британія). Сьогодні низка дослідників пропонують називати його «Кодексом Тецкатліпоки».

## Історія
Про дату створення і авторів кодексу достеменно невідомо. Вперше про нього згадка з'являється як про частину зібрання угорського колекціонера Габріеля Фейєрварі (1780–1851). Після смерті останнього разом з іншими речами рукопис успадкував небіж останнього Франц Пульзький, проте внаслідок складної фінансової ситуації продав його англійському атиквару Джозефу Майєру (1803–1886). Останній у 1867 році передав кодекс до Вільного публічного музею (сьогодні Музей світу) у Ліверпулі. Натепер вважається частиною групи Борджіа.

## Опис
Пергамент зроблено з оленячої шкіри, складений зигзагоподібним засобом, розташовано на 23 сторінках. Розмір — 16,2х17,2 см, загальною довжиною 3,85 м. Верхні частини кожної сторінки орієнтована на схід, а нижня — на Заході. Кольори застосовані при створені — чорний, білий, сірий, червоний, охра жовтий, яскраво-жовтий, бірюзовий.

## Зміст
Кодекс зображує космограму миру центральної Мексики світі і тональпоуаллі (священний календар). На першій сторінці зображено Шіеутекутлі, бога часу і року, оточеного безперервною кольоровою стрічкою. Окрім цього бога зображено ще 9 божеств ночі. В подальшому надаються чіткі пояснення священного календаря, користування ним. Кожен напрямок календаря представлено з різною колірною стрічкою; Схід — червоною, Південь — жовтою, Захід — синьою, Північ — зеленою із відповідними ацтекськими божествами, що символізували ці сторони світу.